# Наварро Моран, Фернандо
Фернандо Наварро Моран (исп. Fernando Navarro Morán; родился 18 апреля 1989 года в Мехико, Мексика) — мексиканский футболист, опорный полузащитник клуба «Толука». Бывший игрок сборной Мексики.

## Карьера
Свою карьеру Наварро начал в детской футбольной школе УНАМ Пумас, после её окончания он поступил в футбольную академию «Атланте». Весной 2008 года тренер команды Хосе Гваделупе Крус включил молодого полузащитника в заявку основной команды на сезон. 1 марта 2008 года в матче против «Сан-Луиса» Фернандо дебютировал за «Атланте» в мексиканской Премьере. Основным футболистом своей команды Наварро стал лишь год спустя. В 2009 году он в составе команды из Канкуна отправился на клубный чемпионат мира. 3 марта 2009 года в поединке Лиги чемпионов КОНКАКАФ против «Хьюстон Динамо» Фернандо забил свой первый гол за клуб. 9 января 2011 года в матче против «Сантос Лагуна» полузащитник забил свой первый мяч в Лиге MX. В том сезоне его клуб одержал победу в розыгрыше Лиги чемпионов КОНКАКАФ. В Канкуне полузащитник провёл более 4 лет, сыграв за команду больше 100 матчей.
Летом 2011 года Фернандо перешёл в УАНЛ Тигрес из Монтеррея. 31 июля 2011 года в матче против «Керетаро» Наварро дебютировал в новой команде. В своём первом сезоне он стал чемпионом Аперутуры 2011 в составе «тигров». Правда на поле он выходил редко, приняв участие всего в 8 матчах.
2 августа 2012 года в матче Лиги чемпионов КОНКАКАФ против «Реал Эстели», Наварро забил свой первый гол за клуб и помог УАНЛ крупно победить.
В конце 2012 года Наварро перешёл в «Пачуку». 17 февраля 2013 года в матче против «Крус Асуль» он дебютировал за новую команду. Фернандо сыграл всего лишь в двух матчах и уже летом покинул «Пачуку», присоединившись к «Леону». 21 июля в поединке против своего бывшего клуба «Атланте» он дебютировал за «львов». В составе «Леона» Наварро дважды выиграл чемпионат Мексики.

## Международная карьера
5 июня 2019 года в товарищеском матче против сборной Венесуэлы Фернандо дебютировал в сборной Мексики.
Летом 2019 года был вызван в сборную для участия в Золотом кубке КОНКАКАФ. В третьем матче в групповом раунде против сборной Мартиники забил гол на 72-й минуте, а его команда победила 3:2.

## Достижения
Командные
«Атланте»
- Лига чемпионов КОНКАКАФ — 2008/2009

УАНЛ Тигрес
- Чемпионат Мексики — Апертура 2011

«Леон»
- Чемпионат Мексики — Апертура 2013
- Чемпионат Мексики — Клаусура 2014